# Basava Premanand
Basava Premanand (Kozhikode, 17 febbraio 1930 – Podanur, 4 ottobre 2009) è stato uno scettico e razionalista indiano, presidente di Indian Skeptic, l'associazione indiana per lo studio dei presunti fenomeni paranormali equivalente allo statunitense CSI e all'italiano CICAP.

## Biografia
Premanand ha dedicato la propria vita all'esame delle affermazioni dei fachiri e dei santoni del suo paese, celandosi spesso tra i loro fedeli. Grazie alle sue conoscenze di prestigiatore, ha potuto scoprire diversi trucchi di illusionismo usati per produrre fenomeni come la materializzazione di oggetti o cenere sacra, l'incombustibilità, la sepoltura prematura, la levitazione, i vari miracoli indù, eccetera.
Il più famoso dei santoni di cui si è occupato è Sathya Sai Baba, e dal 1975 ha condotto indagini su di lui, denunciando come trucchi i prodigi che avverrebbero durante i suoi incontri con i fedeli.
Dal 1978 ha portato avanti la sfida di Abraham Kovoor che, analogamente al premio Randi, mette in palio 100.000 rupie per chiunque possa dimostrare una qualsiasi capacità paranormale o soprannaturale in condizioni di controllo. Finora il premio non è mai stato vinto.
È deceduto per cancro nel 2009.

## Opere principali

### In lingua inglese
1. Science versus Miracles
2. Lure of Miracles
3. Divine Octopus
4. The Storm of Godmen, God and Diamond Smuggling
5. Satya Sai Greed
6. Satya Sai Baba & Gold Control Act
7. Satya Sai Baba & Kerala Land Reforms Act
8. Investigate Balayogi
9. United Front - FIRA 2nd National Conference
10. Murders in Sai Baba's Bedroom
11. A. T. Kovoor Octogenary Souvenir

### In Malayalam
1. Saibabayude Kalikal
2. Saidasikal Devadasikal
3. Pinthirippanmarude Masterplan